# حرة طليقة (أغنية)
حرة طليقة (بالإنجليزية: On the Loose)‏ هي أغنية للمغني الأيرلندي نايل هوران، أطلقت تسجيلات الكابيتول، الأغنية في 20 فبراير 2018، كآخر أغنية للمغني نايل هوران في ألبومه الأول وميض.